# 분노의 질주
《분노의 질주》(한국 한자: 憤怒의 疾走, 영어: Fast & Furious, The Fast and the Furious)는 스트리트 레이싱을 테마로 한 자동차 액션 영화 시리즈이다. 시리즈 전편이 모두 유니버설 스튜디오에서 제작되었다. 11편이 마지막 작품이 될 것이라고 알려졌다.

## 시간순 작품
| #  | 제목                             | 개봉일          |
| -- | -------------------------------- | --------------- |
| 1  | 분노의 질주                      | 2001년 6월 22일 |
| 2  | 터보차지드 프렐류드              | 2003년 6월 3일  |
| 3  | 패스트 & 퓨리어스 2              | 2003년 6월 6일  |
| 4  | 로스 반돌레로스                  | 2009년 7월 28일 |
| 5  | 분노의 질주: 더 오리지널         | 2009년 4월 3일  |
| 6  | 분노의 질주: 언리미티드          | 2011년 4월 29일 |
| 7  | 분노의 질주: 더 맥시멈           | 2013년 5월 24일 |
| 8  | 패스트 & 퓨리어스: 도쿄 드리프트 | 2006년 6월 16일 |
| 9  | 분노의 질주: 더 세븐             | 2015년 4월 1일  |
| 10 | 분노의 질주: 더 익스트림         | 2017년 4월 12일 |
| 11 | 분노의 질주: 더 얼티메이트       | 2021년 5월 19일 |

## 같이 보기
- 썬더볼트 (1995년 영화)